# ガイ・ロジャース
ガイ・ウィリアム・ロジャース・ジュニア (Guy William Rodgers Jr., 1935年9月1日 - 2001年2月19日) は、アメリカ合衆国ペンシルベニア州フィラデルフィア出身の元プロバスケットボール選手。身長183cm、体重84kg。ポジションはポイントガード。NBAのフィラデルフィア／サンフランシスコ・ウォリアーズでキャリアの大半を過ごし、アシスト王を2度獲得した。

## 来歴
テンプル大学時代に2度のオールアメリカに選ばれたロジャーズは、1958年のNBAドラフトでフィラデルフィア・ウォリアーズから地域指名（地元選手を指名できる制度）を受けてNBA入りし、ルーキーイヤーからチームの司令塔としてプレイし、このシーズンは10.7得点5.8アシストを記録した。2年目の1959-60シーズンにはウィルト・チェンバレンが加入。リーグ史上でも一、二を争う得点能力を持つチェンバレンをフィニッシャーに迎えたロジャーズのアシスト数は飛躍的に伸び、このシーズンは7.1、翌シーズンは8.7アシストを記録する。チームもイーストを代表する強豪チームとなったが、プレーオフでは宿敵ボストン・セルティックスの前に涙を呑むシーズンが続いた。さらにセルティックスにはボブ・クージーが所属しており、ロジャーズはアシスト王レースでクージーに後一歩及ばず、毎シーズンアシスト王ランキング2位の成績に終わっていた。
ウォリアーズがフィラデルフィアからサンフランシスコに拠点を移した1962-63シーズン、ロジャーズは13.9得点10.4アシストと初めてアシストアベレージが二桁を突破し、通算825アシストはリーグ1位となり、ようやくクージーを抑えて初のアシスト王に輝いた。またこのシーズンの3月14日に行われたセントルイス・ホークス戦では当時クージーが保持していたNBAの1試合最多アシスト数に並ぶ28アシストを記録した。しかし1963年にはオスカー・ロバートソンが登場し、今度はアシスト王レースでロバートソンの後塵を拝するようになった。1964年にチェンバレンがウォリアーズを去り、チームはリック・バリー、ネイト・サーモンドら若手選手中心にシフトしたため、ロジャーズは1965-66シーズンにキャリアハイとなる18.6得点10.7アシストを記録しながらも8シーズン過ごしたウォリアーズから去ることになった。
1966年のエクスパンションにより、ロジャースはエクスパンション・ドラフトに掛けられ、新しく誕生したシカゴ・ブルズに移籍することになった。新規チームでは唯一30歳を超すベテラン選手だったロジャースはチームを牽引する中心選手として活躍し、18.0得点11.2アシストを記録してロバートソンを抑えて2度目のアシスト王に輝いた。シーズン通算908アシストは当時のNBAの新記録であり、またブルズのフランチャイズ記録として2008年現在も破られていない。チームも創部1年目にしてプレーオフに進出し、ロジャースは新天地で好スタートを切ったかに見えたが、翌シーズンには開幕4試合でロバートソンが所属するシンシナティ・ロイヤルズにトレードされた。
ロイヤルズにはロバートソンが居るため同じポジションのロジャースには出場時間が割かれず、このシーズンはキャリア最低の5.1得点4.8アシストに終わった。オフにはロイヤルズを去り、ミルウォーキー・バックスに移籍。ここでロジャースはキャリアを復活させたが、バックスでの2年目となる1968-69シーズンに34歳となったロジャースは、このシーズンを最後に現役から引退した。
NBA通算成績は12シーズン892試合の出場で、10,415得点6,917アシスト、平均11.7得点7.8アシストだった。
主な業績
- オールスター　1963年, 1964年, 1966年, 1967年
- アシスト王　1963年, 1967年